# 蒼き独眼
「蒼き独眼」（あおきどくがん）は、日本のバンド陰陽座の14枚目のシングルである。2009年8月26日発売。発売元はキングレコード。

## 概要
- アルバム『金剛九尾』からの先行シングル。
- PV監督は近藤廣行。

## 収録曲
1. 蒼き独眼[4:09]
作詞・作曲：瞬火、編曲：陰陽座
  - 戦国時代の武将・伊達政宗をモチーフに作られたナンバー。
2. 紅き群闇（あかきむらやみ）[5:11]
作詞・作曲：瞬火、編曲：陰陽座
3. 蒼き独眼 (インストゥルメンタル)[4:08]
4. 紅き群闇 (インストゥルメンタル)[5:08]

## 収録アルバム
蒼き独眼
- オリジナル『金剛九尾』（2009年9月9日）
- サウンドトラック『ぱちんこCR戦国乱舞～蒼き独眼～ オリジナルサウンドトラック』（2010年3月10日）
- ベスト『龍凰珠玉』（2013年12月4日）

## タイアップ
- 紺碧の双刃：サミーパチンコ「パチンコ「戦国乱舞～蒼き独眼」主題歌